# Die Hard Arcade
Die Hard Arcade è l'adattamento utilizzato in Nordamerica, Europa e Australia del videogioco arcade giapponese Dynamite Deka (ダイナマイト刑事?), pubblicato da Sega nel 1996 e vagamente collegato con la serie di film Die Hard. Si tratta di un gioco d'azione con elementi umoristici, ed è un picchiaduro a scorrimento in 3D, ambientato interamente in un grattacielo. Il gioco e il film hanno pochi punti in comune: la somiglianza dell'edificio con quello del film e il fatto che il protagonista maschile (chiamato Bruno Delinger nella versione giapponese) ricordi vagamente John McClane.
Il gioco uscì anche per console Sega Saturn e PlayStation 2. 

## Trama
Due agenti di polizia, Bruno Delinger e Cindy Holiday, devono salvare la figlioletta del presidente USA, tenuta in ostaggio da un'organizzazione terroristica che ha anche preso possesso di un grattacielo.

## Modalità di gioco
Si può giocare in singolo o in modalità cooperativa. I livelli del gioco sono sei, con altrettanti boss e diversi nemici comuni, tra i quali anche alcune donne. Nella maggior parte delle versioni gli eroi hanno due vite, con abbondanza di punti ferita; l'energia perduta può essere recuperata grazie ai kit medici rilasciati da alcuni nemici dopo la loro eliminazione. 
I due protagonisti combattono inizialmente a mani nude, ma durante lo svolgimento del gioco possono temporaneamente attaccare con le armi strappate ai nemici (coltelli, bastoni, machete, pistole, mitra, lanciarazzi) e anche afferrare numerosi arredi per trasformarli in corpi contundenti. Ci sono inoltre alcune bombolette spray; se gli eroi le raccolgono e ne spruzzano il contenuto in faccia ai terroristi, questi resteranno storditi (o addirittura moriranno, se già alquanto indeboliti). Infine è possibile ammanettare i nemici comuni, ma solo quelli in possesso di pistole: il giocatore potrà infatti disarmarli dopo averli afferrati alle spalle, e in tal modo si ottiene la loro eliminazione immediata. 
Si usano il joystick e tre tasti, A per effettuare la maggior parte degli attacchi e raccogliere oggetti, B per dar calci, C per saltare. Premendo insieme i tasti A e B si ottengono attacchi speciali, che comporteranno però un lieve calo dell'energia vitale.

## Livelli e boss
- Livello 1: Hog (un agente di polizia corrotto, come Edi E. di Final Fight, al quale somiglia pure fisicamente; entrambi sembrerebbero ispirati a Big Boss Man)
- Livello 2: Spiderbots (una coppia di robot, programmati per sparare laser)
- Livello 3: Jocko (un messicano luchador)
- Livello 4: Mr. Tubbs & Mr. Oishi (rispettivamente un militare statunitense esperto di kung fu e un lottatore di sumo nippo-americano: quest'ultimo fa il suo ingresso dopo che Mr. Tubbs ha subìto alcuni colpi)
- Livello 5: terrorista dal nome sconosciuto (altissimo e muscoloso comandante di una squadra di vigili del fuoco corrotti, che entra in scena con la maschera protettiva; all'inizio il suo set di mosse è lo stesso di Jocko, una volta che avrà perso la maschera egli attaccherà lanciando granate)
- Livello 6: Wolf "White Fang" Hongo (il leader dei terroristi; va sconfitto due volte, dapprima in una stanza e poi sul tetto dell'edificio)

Dopo la definitiva sconfitta del boss finale gli eroi, se sono entrambi ancora in vita, dovranno affrontarsi l'uno contro l'altra. 
Nel livello 2 un grande pericolo è costituito da un mezzo della squadra di pompieri corrotti (presumibilmente guidato dal comandante, boss del livello 5), che dapprima tenta di investire i protagonisti per poi azionare più volte un fastidioso getto d'acqua durante lo scontro tra gli eroi e i vigili del fuoco, che attaccano in vari modi. Nel livello 4 appaiono due Spiderbots come miniboss. Il livello 6 è privo di nemici comuni e prevede dunque soltanto i due scontri con Wolf "White Fang" Hongo, seguiti eventualmente da quello tra gli eroi.

## Colonna sonora
È uno dei videogiochi SEGA musicati da Howard Drossin.

## Doppiaggio
- David R. Leytze: Bruno Delinger e Wolf "White Fang" Hongo
- Yuko Isoda: Cindy Holiday e figlia del Presidente